# 妻木優雨
妻木 優雨（さいき ゆう）は、日本の官能小説家。株式会社フランス書院が2019年に主催した第23回フランス書院文庫官能大賞において大賞を受賞しデビュー。

## 人物
官能小説家としてのデビューは、2019年12月の『人妻拷問【絶望受胎】』である。同作品は第23回フランス書院文庫官能大賞において大賞に選定された『人妻孕ませ檻』が改稿されたものである。官能大賞において大賞（賞金100万円）が出ることは珍しく、妻木優雨は11年ぶり3人目の受賞となる。
陵辱小説を得意とする結城彩雨の大ファンであり、「作品を読み尽くし、もう読むものがなくなって自分で書くことにした」という。その作風はフランス書院編集部が講評にて「応募原稿を目にしたとき、結城彩雨先生本人からの投稿ではないかと疑ったほど」と述べているように、デビュー以降も陵辱を主軸にした作品を執筆している。

## 著書

### フランス書院文庫
- 人妻拷問【絶望受胎】（2019年12月）
- 幸福崩壊【人妻拷問マンション】（2020年6月）
- 人妻廃業【絶望受精】（2020年11月）
- 鬼孕ませ旅館【熟未亡人と若未亡人】（2021年3月）
- 肛虐の大地（2022年10月）